# エールウィン (DD-47)
|          |                                                  |
| 艦歴     |                                                  |
| 発注     |                                                  |
| 起工     | 1912年3月7日                                     |
| 進水     | 1912年11月23日                                   |
| 就役     | 1914年1月17日                                    |
| 退役     | 1921年2月23日                                    |
| その後   | スクラップとして廃棄                             |
| 除籍     | 1935年3月8日                                     |
| 性能諸元 |                                                  |
| 排水量   | 1,156トン                                        |
| 全長     | 305 ft 3 in (93 m)                               |
| 全幅     | 30 ft 4 in (9.2 m)                               |
| 吃水     | 9 ft 5 in (2.9 m)                                |
| 機関     | 重油専焼缶4基                                    |
| 最大速   | 29.5ノット (55 km/h)                             |
| 乗員     | 士官、兵員89名                                   |
| 兵装     | 4インチ砲4門 30口径機銃2基 18インチ魚雷発射管8門 |

エールウィン (USS Aylwin, DD-47) は、アメリカ海軍の駆逐艦。エールウィン級駆逐艦の1隻。艦名は米英戦争で戦死したジョン・カッシング・エールウィンに因む。その名を持つ艦としては2隻目。

## 艦歴
エールウィンは1912年3月7日にペンシルベニア州フィラデルフィアのウィリアム・クランプ・アンド・サンズ社で起工した。1912年11月23日にジョーゼフ・ライト・パウエル夫人によって命名、進水し、1914年1月17日に艦長リー・C・パーマー少佐の指揮下就役する。
キューバへの短期間の巡航に続いて、エールウィンはノーフォーク海軍造船所で予備役に置かれ、不活性化のまま1年以上保管された。1915年5月25日に再就役、大西洋艦隊水雷小艦隊第6分隊に配属される。その後東海岸沿いに巡航し、定期的にパトロールを行った。
1917年初頭にキューバ海域に向かい、冬季演習に従事、アメリカ合衆国の第一次世界大戦参戦に従いバージニア岬沖に帰還した。1917年6月から1918年1月までマサチューセッツ州ボストンおよびロードアイランド州ニューポート沖で特別実験に参加した。
1918年1月4日にエールウィンはアイルランドのクイーンズタウンに向けて出航した。到着後間もなくパトロールを開始する。しかしながら間もなくその任務を解かれ、イングランドのポーツマスおよびデヴォンポートを拠点として対潜哨戒を行うイギリス軍部隊に加わった。
エールウィンは終戦後もヨーロッパ水域に留まった。1918年12月26日に軽巡洋艦チェスター (USS Chester, CL-1) と共にバルト海のドイツの港の視察巡航に向かった。連合国軍の海軍休戦委員会の指揮下で作戦活動に従事したエールウィンは、ドイツの港からアメリカ軍の戦時捕虜および市民を搬送した。1919年6月16日にエールウィンはフランスのブレストを出航し帰国の途につき、10日後にニューヨークに到着した。その後フィラデルフィア海軍造船所に向かい、同地で予備役に置かれた。
不活性化状態の1920年7月17日にエールウィンは DD-47 の艦番号を与えられ、1921年2月23日に退役した。新たに建造される艦にエールウィンの艦名を与えるため、1933年7月1日に艦名が取り消された。その後は単に DD-47 と呼ばれるようになった。1935年3月8日に除籍され、ロンドン海軍軍縮条約の下スクラップとして売却された。
エールウィンの艦名は、1935年に就役したファラガット級駆逐艦の一隻であるDD-355に受け継がれた。